# Matej Náther
Matej Náther (ur. 23 lipca 1985 w Martinie) – słowacki piłkarz występujący na pozycji pomocnika.

## Kariera
Náther jest wychowankiem Fomatu Martin, skąd przeniósł się do FK AS Trenčín. W 2004 roku trafił do Matadora Púchov (później FK Púchov), gdzie w sezonach 2004/05 i 2005/06 występował w słowackiej Extralidze. Od 2008 roku był graczem innego zespołu najwyższego poziomu rozgrywek na Słowacji – FC ViOn Zlaté Moravce (w sezonie 2009/10 drużyna ta grała w niższej lidze).
Náther nie porozumiał się z władzami FC ViOn Zlaté Moravce w sprawie nowego kontraktu od 2011 roku, po czym przystąpił – według klubu samowolnie – do rozmów z Podbeskidziem Bielsko-Biała, z którym zawarł dwuletnią umowę w lipcu 2011 roku. W wyniku tych działań został odsunięty od kadry meczowej swojego zespołu na rundę wiosenną sezonu 2010/11. Na początku 2013 roku rozstał się z Podbeskidziem, a następnie przeszedł do Zawiszy Bydgoszcz. Od sierpnia 2013 r. jest zawodnikiem Sandecji Nowy Sącz.